# Nuovo illuminismo greco

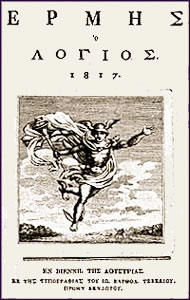
"Hermes o Logios", rivista di letteratura greca attiva nel XVIII-XIX secolo.

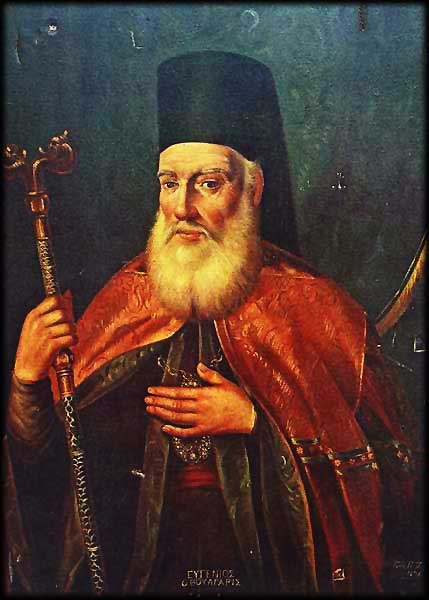
Eugenios Voulgaris.

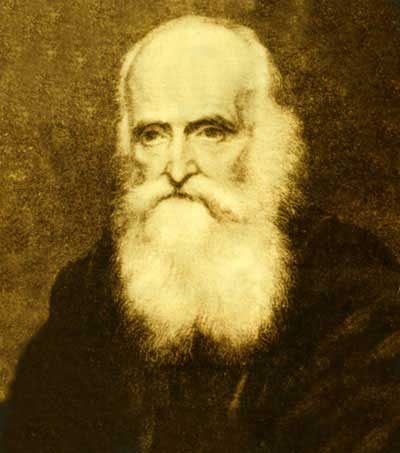
Theophilos Kairis.

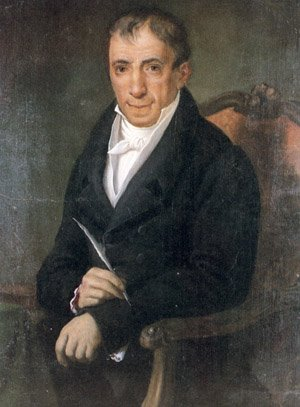
Adamantios Korais (1748–1833).

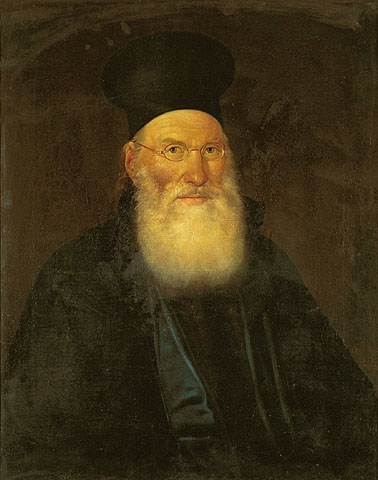
Theoklitos Farmakidis.

L'illuminismo greco (in greco Διαφωτισμός - Diafotismos, lett. "illuminazione"), spesso indicato come nuovo illuminismo greco, per distinguerlo dalla Sofistica del V secolo a.C., fu il movimento culturale innescato in Grecia dalla diffusione delle tesi rivoluzionarie dell'Illuminismo. Tale fermento condusse alla guerra d'indipendenza greca ed alla nascita dello stato greco moderno.

## Origini
L'affermarsi dell'Illuminismo in Grecia, pur vessata dal controllo dell'Impero ottomano, fu la diretta conseguenza del potere commerciale e culturale che i Greci erano riusciti a mantenere a discapito del loro stato di sudditanza. I ricchi mercanti greci finanziarono i viaggi dei giovani greci in Italia e nelle terre del Sacro Romano Impero Germanico, ove ebbero modo di entrare in contatto con le tesi illuministe massicciamente diffuse dalla Rivoluzione francese. Gli stessi mecenati, in patria, fornirono i capitali per la fondazione delle università e costituirono i circoli culturali che crearono l'humus per la rinascita culturale della Grecia. Non a caso, i principali centri di propagazione delle idee che portarono alla guerra d'indipendenza greca furono tutti ricchi e prosperi centri commerciali: Giannina, Chio, Smirne ed Ayvalık.
Fondamentale fu poi il ruolo giocato dai fanarioti, i ricchissimi mercanti greci di Istanbul tra le cui file le autorità ottomane sceglievano gli alti funzionari non-musulmani che allacciarono contatti con le personalità e le organizzazioni sviluppatesi nel territorio greco.

## LaFilikí Etería
La Filikí Etería (in greco Φιλική Εταιρεία?), Eteria degli Amici od anche Società degli Amici, fu un'associazione segreta creata ad Odessa nel 1814. Fu la più importante tra le società segrete nate nei domini dell'Impero ottomano dalla diffusione delle idee della Rivoluzione americana e della Rivoluzione francese e fu ad un tempo manifestazione del sentimento nazionale greco e causa della declinazione dello stesso nella guerra d'indipendenza greca.

## Personalità
- Rigas Feraios
- Adamantios Korais